# Persatuan Sepakbola Indonesia Semarang
Il Persatuan Sepak Bola Indonesia Semarang conosciuto con il nome di PSIS Semarang, con l'abbreviazione PSIS è un club di calcio indonesiano della città di Semarang. 
Milita in Liga Indonesia, Indonesia Super League.

## Storia
Il club fu fondato nel 1932 con il nome di PSIS Semarang.

## Palmarès

### Competizioni nazionali
- Perserikatan: 1

1987
- Campionato indonesiano: 1

1998-1999

### Altri piazzamenti
- Campionato indonesiano:

Secondo posto: 2005-2006

## Rosa 2023
| N. |                      | Ruolo | Calciatore                   |
| -- | -------------------- | ----- | ---------------------------- |
| 3  | Indonesia (bandiera) | D     | Haykal Alhafiz               |
| 5  | Indonesia (bandiera) | D     | Wahyu Prasetyo               |
| 7  | Brasile (bandiera)   | C     | Vitinho                      |
| 10 | Giappone (bandiera)  | A     | Taisei Marukawa              |
| 11 | Indonesia (bandiera) | A     | Aldaier Makatindu            |
| 13 | Indonesia (bandiera) | D     | Fauzan Fajri                 |
| 14 | Indonesia (bandiera) | D     | Riyan Ardiansyah             |
| 15 | Indonesia (bandiera) | D     | Frendi Saputra               |
| 17 | Indonesia (bandiera) | D     | M. Rio Saputro               |
| 18 | Indonesia (bandiera) | C     | Arthur Bonai                 |
| 19 | Indonesia (bandiera) | D     | Akbar Riansyah               |
| 21 | Indonesia (bandiera) | A     | Silvio Escobar               |
| 22 | Indonesia (bandiera) | A     | Hari Nur Yulianto (Capitano) |

| N. |                      | Ruolo | Calciatore              |
| -- | -------------------- | ----- | ----------------------- |
| 27 | Indonesia (bandiera) | D     | Safrudin Tahar          |
| 29 | Indonesia (bandiera) | C     | Septian David           |
| 30 | Indonesia (bandiera) | P     | Jandia Eka Putra        |
| 31 | Indonesia (bandiera) | C     | Heru Setyawan           |
| 33 | Indonesia (bandiera) | P     | Muhamad Fadli           |
| 42 | Indonesia (bandiera) | D     | Ganjar Mukti            |
| 44 | Indonesia (bandiera) | C     | Eka Febri Yogi Setiawan |
| 46 | Indonesia (bandiera) | D     | Fredyan Wahyu           |
| 61 | Indonesia (bandiera) | P     | Endang Subrata          |
| 66 | Indonesia (bandiera) | D     | Aqsha Prawira           |
| 78 | Giappone (bandiera)  | C     | Shohei Matsunaga        |
| 89 | Indonesia (bandiera) | C     | Septinus Alua           |
| 92 | Indonesia (bandiera) | C     | Bayu Nugroho            |
| 95 | Indonesia (bandiera) | D     | Kelvin Wopi             |